# نبرد هتسوگیگاوا

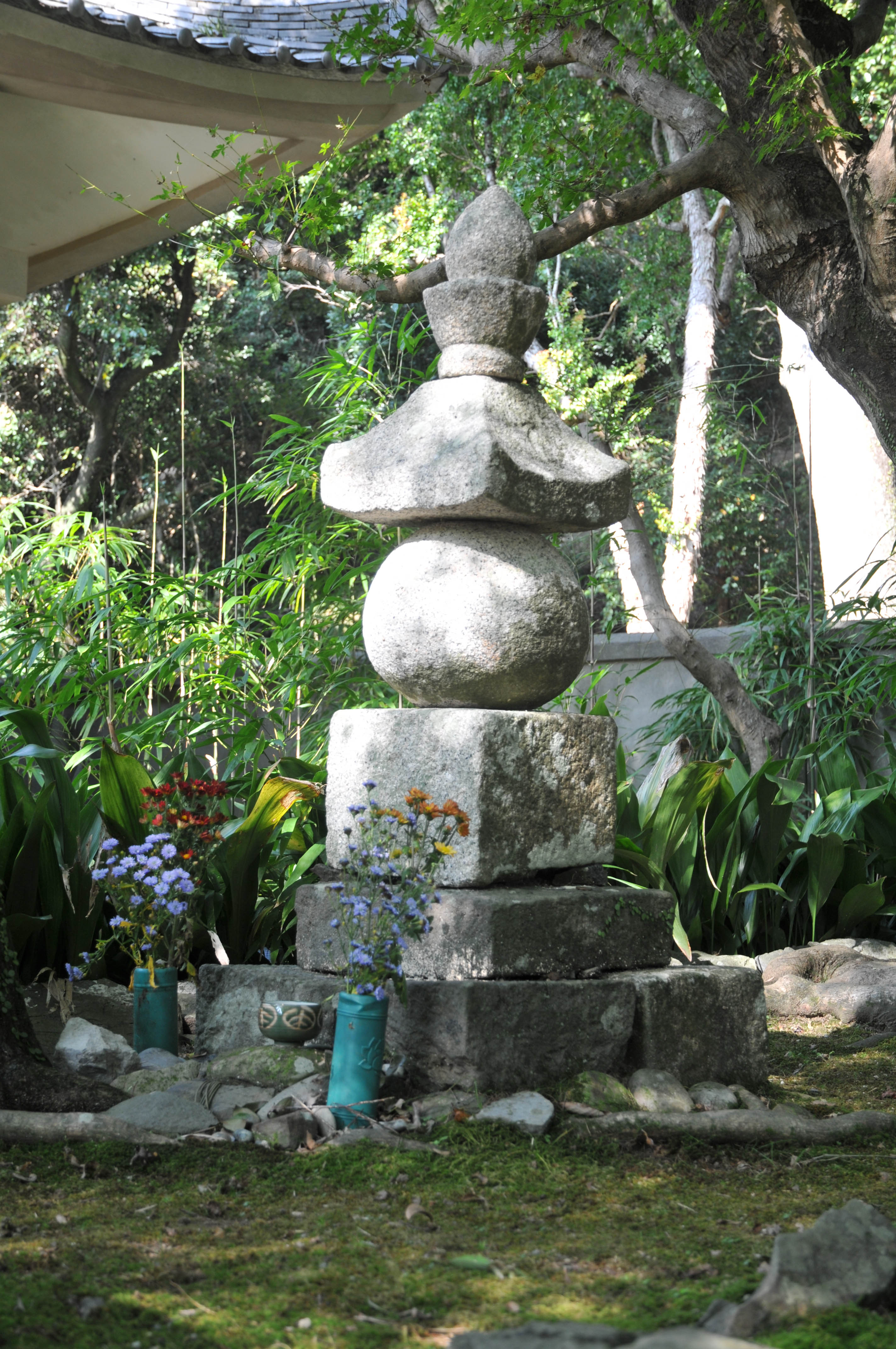
یادبود مردگان نبرد هتسوگیگاوا

نبرد هتسوگیگاوا (به ژاپنی: 戸次川の戦い Hetsugigawa no Tatakai) به آخرین نبرد قبل از اینکه ارتش اصلی تویوتومی هیده‌یوشی به کیوشو وارد شود گفته می شود.